# آزوچی، شیگا

نقشه آزوچی با رنگ نارنجی مشخص شده‌است.

آزوچی، شیگا (به ژاپنی: 安土町 Azuchi-chō) یک شهرک واقع در شهرستان گامو، شیگا در استان شیگا بود. در سال ۲۰۱۰ شهرک آزوچی با اومیهاچیمان، شیگا ادغام شد. نام آزوچی از قلعه آزوچی ساخته اودا نوبوناگا گرفته شده‌است.